# Metaterpna differens
Metaterpna differens là một loài bướm đêm trong họ Geometridae.